# Цмин складчатый подвид многолистный
Цмин складчатый подвид многолистный, или Бессмертник складчатый подвид многолистный (лат. Helichrysum plicatum subsp. polyphyllum), или по устаревшей классификации Цмин многолистный, или Бессмертник многолистный — многолетнее травянистое растение, вид рода Цмин (Helichrysum) семейства Астровые (Asteraceae).

## Распространение и экология
Ареал вида охватывает западные районы Закавказье (Аджария).
Произрастает в субальпийском и альпийском поясах, на щебнисто-каменистых склонах и на пастбищах.

## Ботаническое описание
Корень деревянистый, толщиной около 3—5 мм, не глубоко уходящий в землю, выпускающий крепкие, прямостоящие, цветущие стебли и розетки стерильных побегов. Растение зеленоватое, слабо паутинисто-опушённое. Цветущие побеги одиночные или в числе нескольких, высотой 20—40 см, заметно бороздчатые, обильно облиственные.
Листья длиной 4—7 см, шириной около 5 мм, линейные или линейно-ланцетовидные, сидячие, полустеблеобъемлющие, на верхушке приострённые.
Корзинки 60—70-цветковые, высотой 6—7 мм, шириной 5—6 мм, широкоцилиндрические до почти шаровидных, многочисленные (20—40), собранные в густой, нередко ветвящийся верхушечный щиток, снабженный, как правило, несколькими плотно прилегающими верхушечными листьями. Листочки обёртки в числе 40—50, расположенные в 4—5 рядов, лимонно-жёлтые, несколько вмятые или складчатые, от наружных более коротких ланцетовидных и паутинисто-опушённых до внутренних линейно-лопатчатых, слегка превышающих цветки.

## Классификация

### Таксономия[1]
Helichrysum plicatum subsp. polyphyllum (Ledeb.) P.H.Davis & Kupicha, 1974, Notes Roy. Bot. Gard. Edinburgh 33(2): 241
Таксон Цмин складчатый подвид многолистный относится к виду Цмин складчатый рода Цмин семейства Астровые (Asteraceae) порядка Астроцветные (Asterales). Кладограмма в соответствии с Системой APG IV:
|  |                                      |  |                                   |                                   |                    |  | ещё 10 семейств | ещё 10 семейств |                 |  |  |  | еще 597 подтвержденных и 273 в статусе "непроверенных" видов и инфравидовых таксонов | еще 597 подтвержденных и 273 в статусе "непроверенных" видов и инфравидовых таксонов |  |  |
|  |                                      |  |                                   |                                   |                    |  | ещё 10 семейств | ещё 10 семейств |                 |  |  |  | еще 597 подтвержденных и 273 в статусе "непроверенных" видов и инфравидовых таксонов | еще 597 подтвержденных и 273 в статусе "непроверенных" видов и инфравидовых таксонов |  |  |
|  |                                      |  |                                   | порядок Астроцветные              |                    |  |                 |                 | род Цмин        |  |  |  |                                                                                      | Цмин складчатый подвид многолистный                                                  |  |  |
|  |                                      |  |                                   | порядок Астроцветные              |                    |  |                 |                 | род Цмин        |  |  |  |                                                                                      | Цмин складчатый подвид многолистный                                                  |  |  |
|  | отдел Цветковые, или Покрытосеменные |  |                                   |                                   | семейство Астровые |  |                 |                 | Цмин складчатый |  |  |  |                                                                                      |                                                                                      |  |  |
|  | отдел Цветковые, или Покрытосеменные |  |                                   |                                   |                    |  |                 |                 |                 |  |  |  |                                                                                      |                                                                                      |  |  |
|  |                                      |  | ещё 63 порядка цветковых растений | ещё 63 порядка цветковых растений |                    |  |                 | ещё 1804 рода   | ещё 1804 рода   |  |  |  | еще 2 инфравидовых таксона                                                           |                                                                                      |  |  |
|  |                                      |  |                                   | ещё 63 порядка цветковых растений |                    |  |                 |                 | ещё 1804 рода   |  |  |  |                                                                                      |                                                                                      |  |  |